# Karl König (Architekt)
Karl König (auch Carl König; geboren am 3. Dezember 1841 in Wien; gestorben am 27. April 1915 ebenda) war ein österreichischer Architekt des Historismus.

Karl König

## Leben

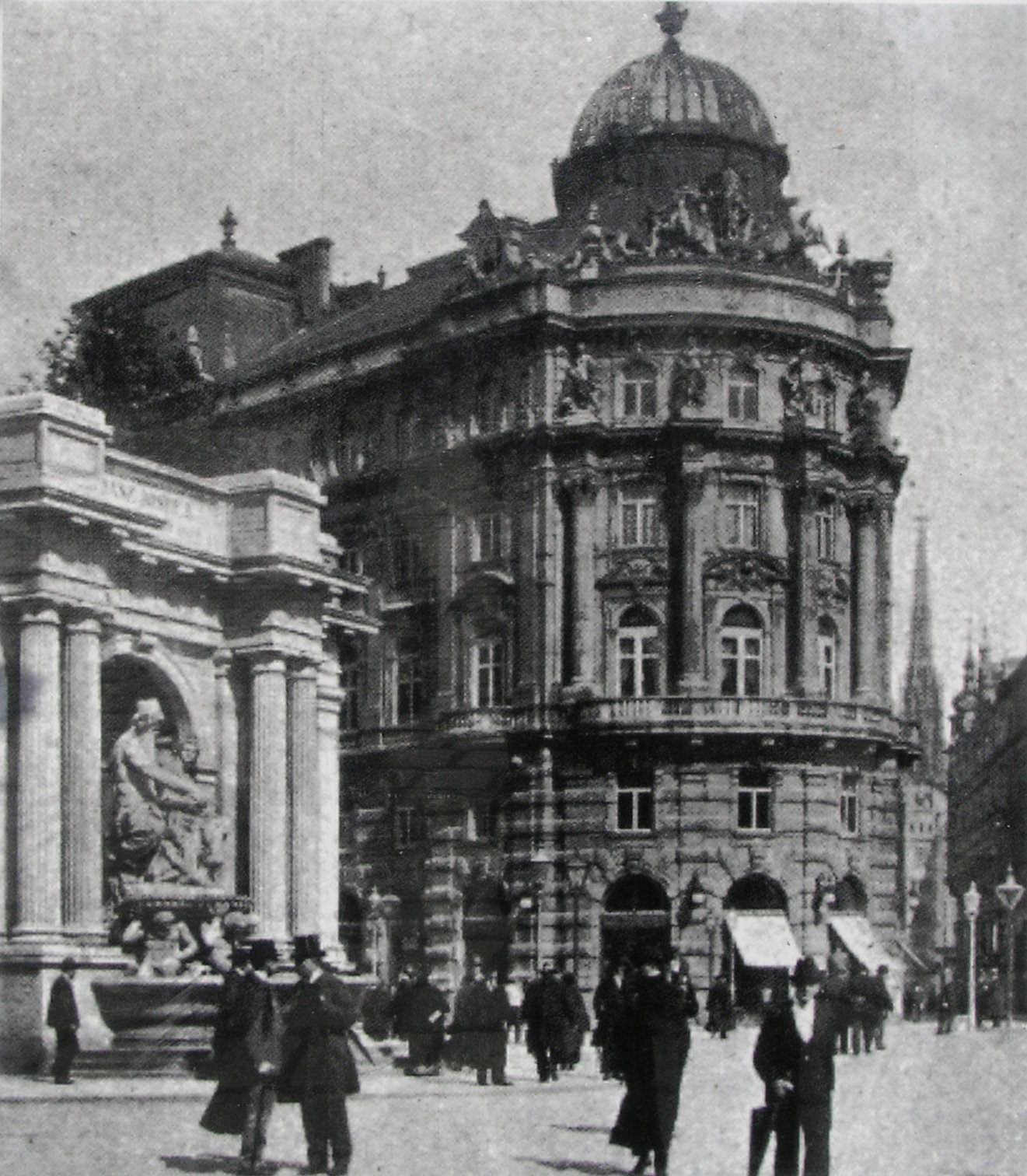
Der ehemalige Philipphof von Karl König

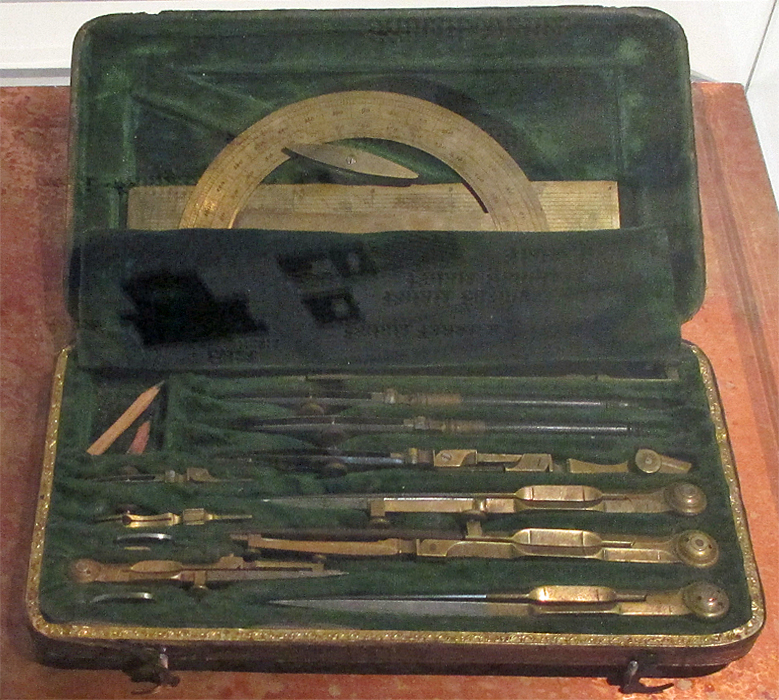
Reißzeug von Karl König. Exponat im Jüdischen Museum Wien

Karl König war jüdischer Herkunft, seine Familie kam aus Pressburg nach Wien. Er studierte an der Technischen Hochschule Wien bei Josef Stummer von Traunfels und an der Akademie der bildenden Künste Wien bei Friedrich von Schmidt, nachdem er sich zuvor zwischen Malerei und Architektur für letztere entschieden hatte. 1861 wurde er in die Meisterklasse Schmidts aufgenommen. Ab 1866 war er Assistent bei Heinrich Ferstel an der Technischen Hochschule, ab 1873 außerordentlicher und ab 1875 ordentlicher Professor für Propädeutik der Baukunst. 1878 trat König aus der Israelitischen Kultusgemeinde aus und blieb konfessionslos. Gemeinsam mit Viktor Luntz wurde König 1885 Professor der Baukunst des klassischen Altertums und der Renaissance. Von 1884 bis 1888 war er schließlich Dekan und im Studienjahr 1901/02 Rektor der Technischen Hochschule. 1888 wurde König Ehrenmitglied der Akademie der bildenden Künste und 1908 Hofrat.
Zudem wurde ihm das Komturkreuz mit Stern des Franz-Joseph-Ordens und der Orden der Eisernen Krone III. Klasse verliehen.
Karl König war verheiratet und hatte eine Tochter.

## Bedeutung
Karl König zählt zu den bedeutendsten Architekten des Späthistorismus in Wien, von dem zahlreiche repräsentative Bauten dieser Epoche für das reiche Großbürgertum errichtet wurden. Als Lehrer hatte er vor allem Einfluss auf seinen bedeutendsten Schüler Friedrich Ohmann.

## Werke (Auswahl)
- Synagoge Turnergasse, Turnergasse 22, Wien 15 (1871/72, 1938 zerstört)
- Philipphof, Wien 1 (1883/84, 1945 zerstört)
- Synagoge in Reichenberg (Böhmen) (1887–1889), zerstört 1938
- Börse für landwirtschaftliche Produkte, Wien 2 Taborstraße (1887–90) (jetzt vom Serapionstheater als Odeon bespielt)
- Rotenturmhof, Wien 1 (1889)
- Villa des Malers Probst (1891–1893)
- Villa Taussig, Wien 13 (1893–1895)[2]
- Wohnhaus für Wilhelm Zierer, Kärntner Straße 14, Wien 1 (1895/96, 1945 zerstört)
- Mozart-Denkmal (1896)
- Herbersteinpalais, Wien 1 (1897)
- Grabmal Zierer auf dem Wiener Zentralfriedhof (1899)
- Landaupalais, Wien 4 (1900/01)
- Grabmal Lützow auf dem Wiener Zentralfriedhof (1903)
- Grabmal Waldstein auf dem Wiener Zentralfriedhof (1903)
- Böhlerpalais, Wien 4 (1904/05)
- Grabmal Philipp auf dem Wiener Zentralfriedhof (1905)
- Villa Kuffner (1905–1908)
- Haus der Industrie, Wien 3 (1906–1909, mit dem ältesten Paternosteraufzug Österreichs)
- Erweiterungsbau der Technischen Hochschule Wien (1907–1909)
- Mausoleum Taussig in der Alten Jüdischen Abteilung des Wiener Zentralfriedhofs (1911)

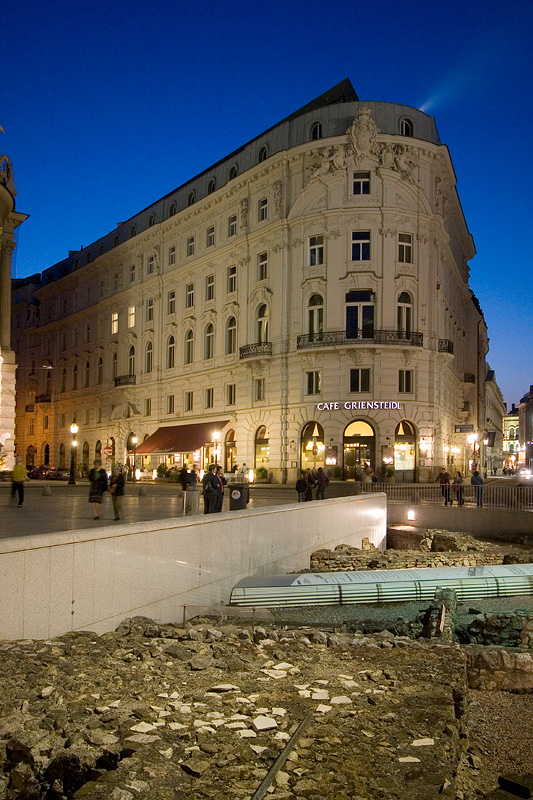
Herbersteinpalais
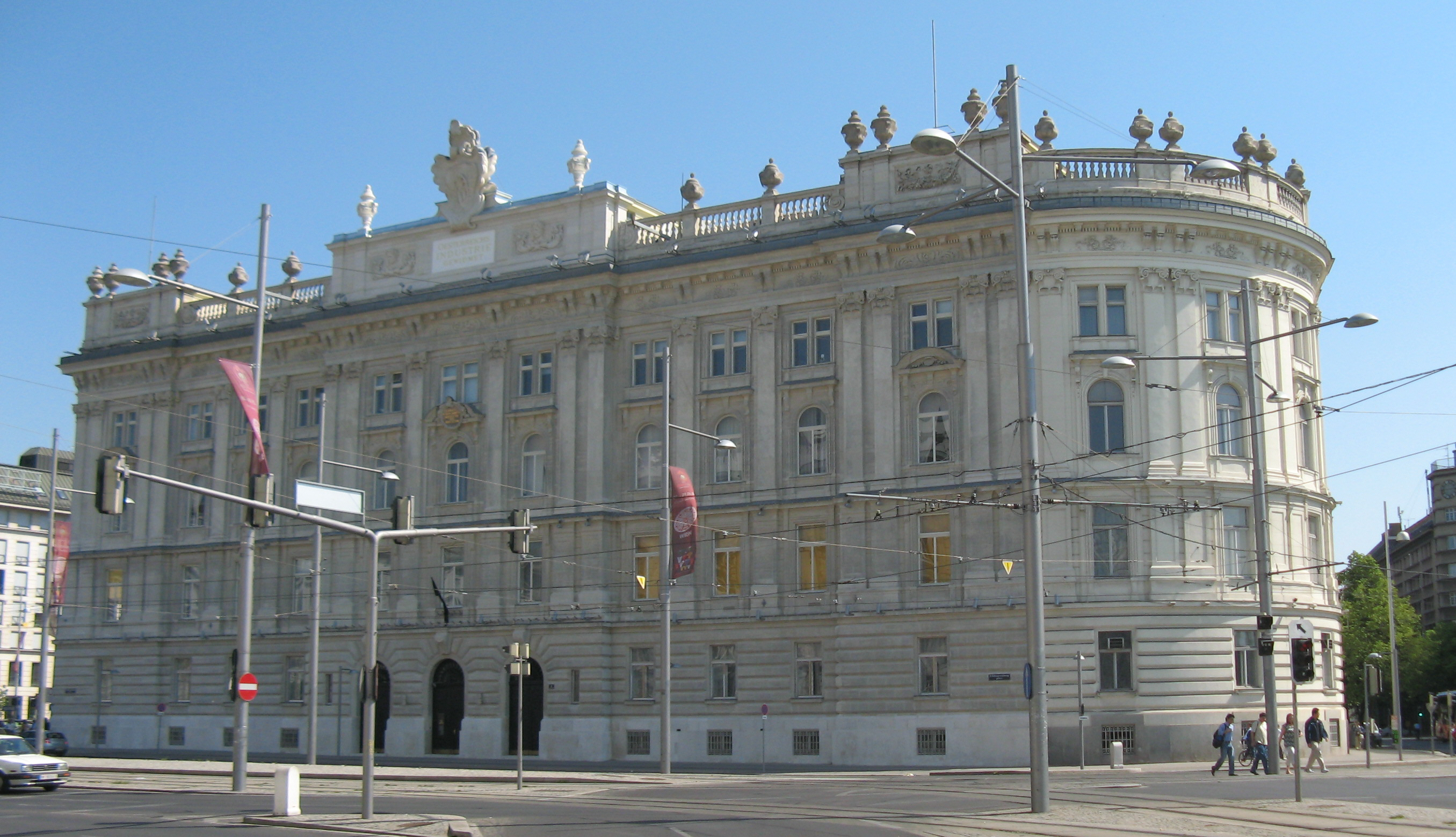
Haus der Industrie
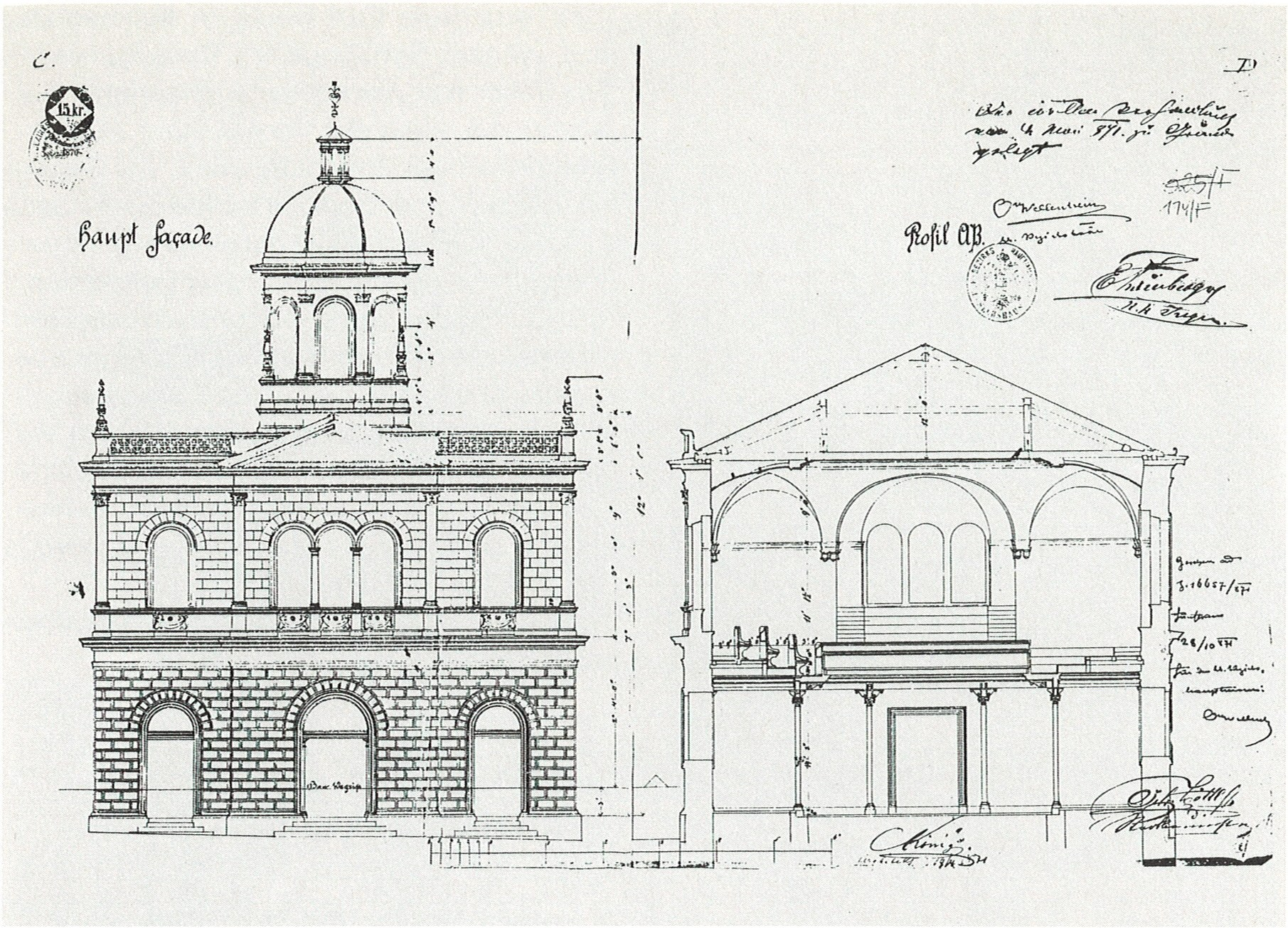
Bauplan der Synagoge Turnergasse
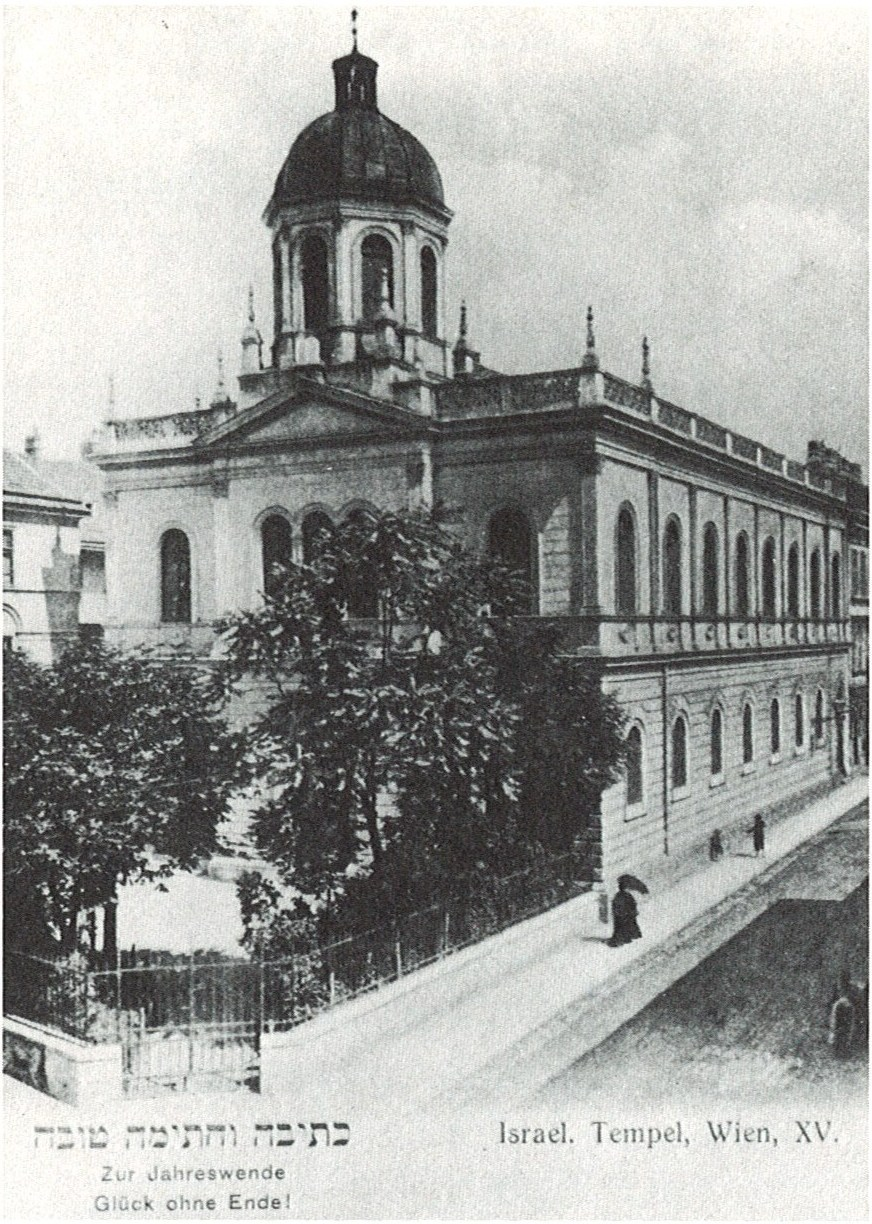
Synagoge Turnergasse
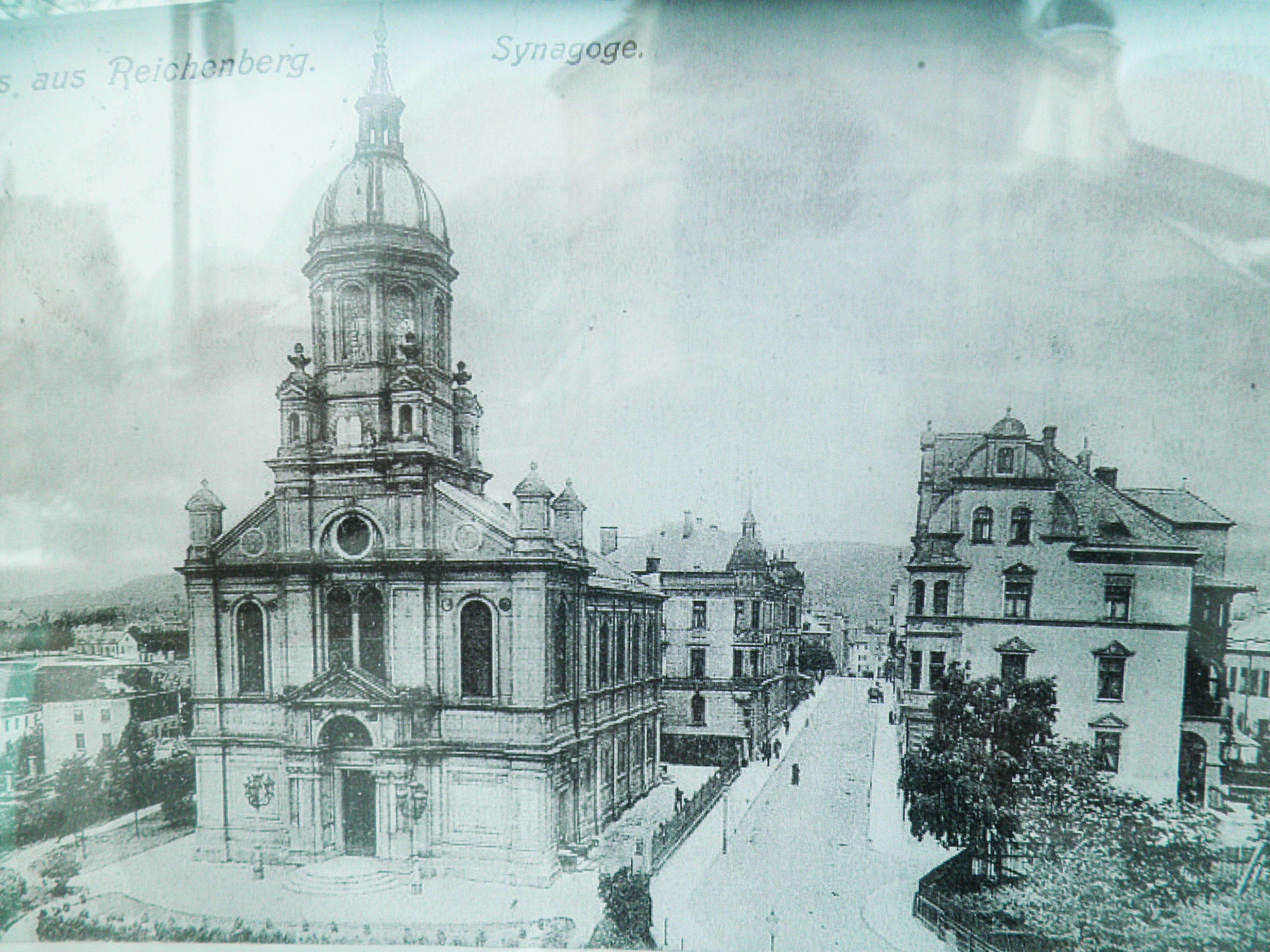
Alte Synagoge von Reichenberg (Liberec)
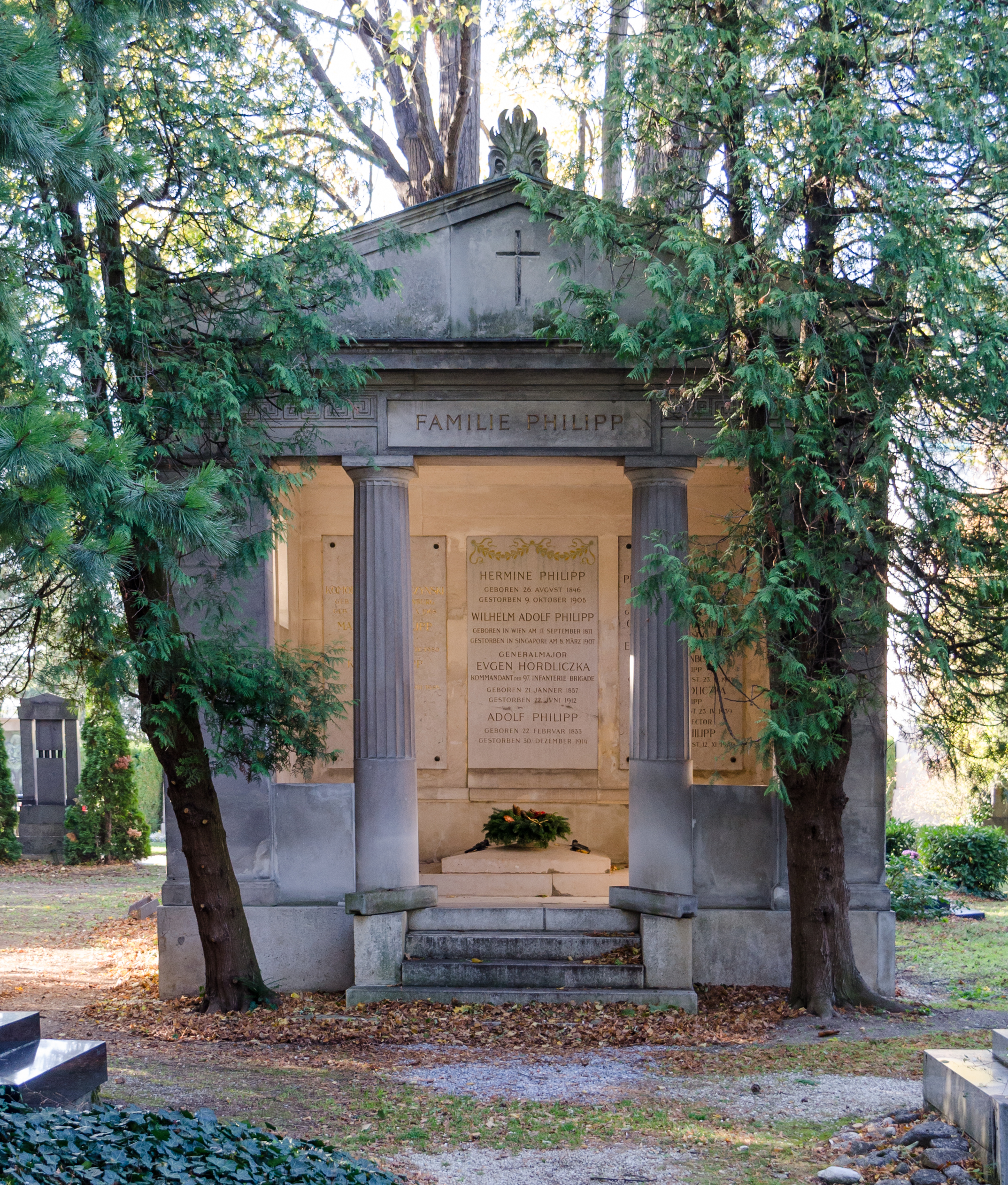
Grabtempel Familie Philipp (Wiener Zentralfriedhof, 1905)